# Ja Rule

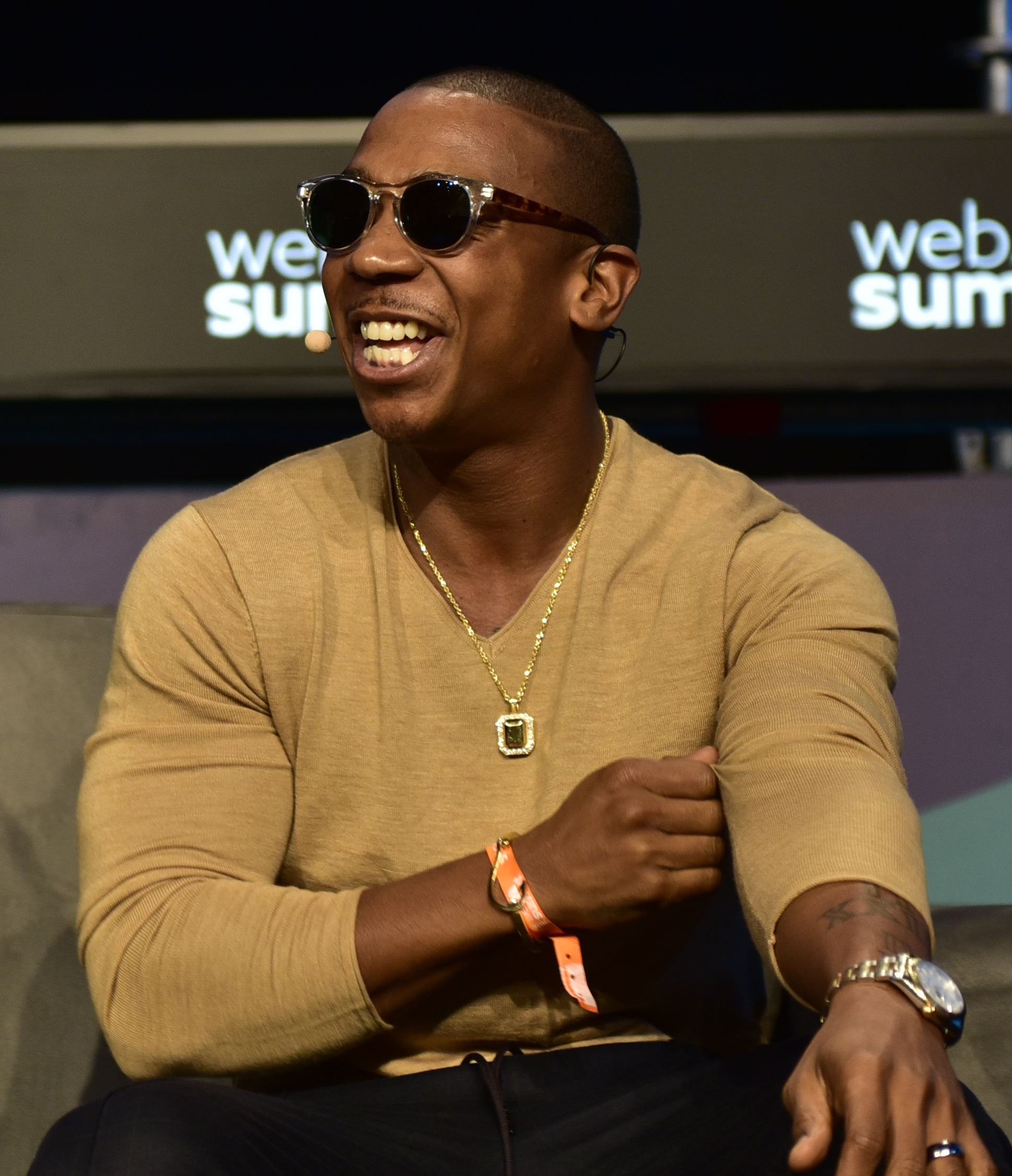
Ja Rule, 2016

Ja Rule (* 29. Februar 1976 in New York City, New York; bürgerlich Jeffrey Atkins) ist ein US-amerikanischer Rapper. Ja Rule steht für Jeffrey Atkins Represents Unconditional Love Exists.

## Karriere
Schon früh begann Atkins, der in Hollis (Bezirk Queens) aufwuchs, sich mit Rap zu befassen; mit 16 Jahren schrieb er seine ersten Texte. Seine ersten Erfahrungen im Rap-Business machte er 1994 bei TVT Records (dem späteren Label von u. a. Lil Jon) mit Chris Black (später Jodie Mack) und Nemesis (später O-1) in einer Formation namens Cash Money Click. Obwohl zahlreiche Songs aufgenommen worden sind, wurde ein Album (welches den Namen „Est. Since ’93“ haben sollte) nie veröffentlicht. Anfang 1996 trennten sie sich dann schließlich auf Grund der Nichtveröffentlichung. Er arbeitete am Anfang seiner Karriere mit Produzent Irv Gotti, dem späteren Gründer von The Inc. bzw. Murder Inc. zusammen, der ihn an Lyor Cohen vermittelte. Dieser war Präsident von Def Jam, die zu diesem Zeitpunkt (1996) unter anderem DMX und Jay-Z unter Vertrag hatten.
1999 erschien das Debüt-Album Venni Vetti Vecci von Ja Rule. Das Album wurde ein Erfolg. Mit Titel wie Holla holla und Kill ’em all machte er nicht zuletzt durch die tatkräftige Unterstützung von DMX, E-Dub und Jay-Z auf sich aufmerksam. Mit seinem zweiten Soloalbum Rule 3:36 gelang ihm endgültig der Durchbruch im Rap- und Musikgeschäft. Von diesem zweiten Album verkaufte Ja Rule vier Millionen Exemplare.
2001 spielte Ja Rule neben Paul Walker und Vin Diesel im Hollywood-Streifen The Fast and the Furious mit und lieferte auf seinem Album Rule 3:36 den dazugehörigen Soundtrack mit dem Titel Fuck you!
Seine Single Reign wurde 2003 ein großer Erfolg. Trotzdem schwand sein Ansehen im Rap-Geschäft immer mehr. Folge waren Streitigkeiten mit bekannten Persönlichkeiten wie Eminem, 50 Cent, Dr. Dre und DMX. Insbesondere der Streit mit 50 Cent ist hervorzuheben, in dessen Verlauf 50 Cent im März 2000 vom The Inc.-Rapper Black Child in New York City niedergestochen wurde. 2018 kaufte 50 Cent 200 Karten in den ersten Reihen eines Ja Rule-Konzertes, nur damit diese Plätze leer blieben.
2004 veröffentlichte Ja Rule sein sechstes Erfolgsalbum R.U.L.E., wonach das Best-of-Album Exodus kam, das aber keinen Erfolg hatte.
Im Jahre 2002 spielte er an der Seite von Steven Seagal in dem Film Halbtot mit, der komplett in Berlin entstand. 2003 folgte eine Nebenrolle in dem Streifen Scary Movie 3. Außerdem war er 2005 im Film Back in the Day in der Hauptrolle als Reggie Cooper zu sehen.
Im September 2007 wurde Ja Rule von der Gay & Lesbian Alliance Against Defamation (GLAAD) für seine homophoben Äußerungen in einem Interview, „dass Homosexualität Amerika schade“, heftig kritisiert.
2011 bis 2013 musste er eine zweijährige Gefängnisstrafe wegen unerlaubten Waffenbesitzes und Steuerhinterziehung absitzen.
2017 geriet er erneut in negative Schlagzeilen, als ein von ihm veranstaltetes Luxus-Musikfestival Fyre auf einer privaten Insel wegen miserabler Organisation ein desaströses Ende nahm und einen Schaden von $25 Millionen USD verursachte.

## Diskografie
Studioalben

| Jahr | Titel Musiklabel                          | Höchstplatzierung, Gesamtwochen, AuszeichnungChartplatzierungen (Jahr, Titel, Musiklabel, Platzierungen, Wochen, Auszeichnungen, Anmerkungen) | Höchstplatzierung, Gesamtwochen, AuszeichnungChartplatzierungen (Jahr, Titel, Musiklabel, Platzierungen, Wochen, Auszeichnungen, Anmerkungen) | Höchstplatzierung, Gesamtwochen, AuszeichnungChartplatzierungen (Jahr, Titel, Musiklabel, Platzierungen, Wochen, Auszeichnungen, Anmerkungen) | Höchstplatzierung, Gesamtwochen, AuszeichnungChartplatzierungen (Jahr, Titel, Musiklabel, Platzierungen, Wochen, Auszeichnungen, Anmerkungen) | Höchstplatzierung, Gesamtwochen, AuszeichnungChartplatzierungen (Jahr, Titel, Musiklabel, Platzierungen, Wochen, Auszeichnungen, Anmerkungen) | Höchstplatzierung, Gesamtwochen, AuszeichnungChartplatzierungen (Jahr, Titel, Musiklabel, Platzierungen, Wochen, Auszeichnungen, Anmerkungen) | Anmerkungen                                                   |
| Jahr | Titel Musiklabel                          | DE | AT | CH | UK | US | R&B | Anmerkungen                                                   |
| ---- | ----------------------------------------- | --- | --- | --- | --- | --- | --- | ------------------------------------------------------------- |
| 1999 | Venni Vetti Vecci Def Jam Records (UMG)   | — | — | — | — | US3 Platin · (31 Wo.)US | R&B1 (41 Wo.)R&B | Erstveröffentlichung: 1. Juni 1999 Verkäufe: + 2.000.000      |
| 2000 | Rule 3:36 Def Jam Records (UMG)           | DE72 (1 Wo.)DE | — | — | UK83 Gold · (3 Wo.)UK | US1 ×3Dreifachplatin · (54 Wo.)US | R&B1 (56 Wo.)R&B | Erstveröffentlichung: 10. Oktober 2000 Verkäufe: + 4.000.000  |
| 2001 | Pain Is Love Def Jam Records (UMG)        | DE38 (18 Wo.)DE | — | CH28 (30 Wo.)CH | UK3 Platin · (55 Wo.)UK | US1 ×3Dreifachplatin · (53 Wo.)US | R&B1 (53 Wo.)R&B | Erstveröffentlichung: 2. Oktober 2001 Verkäufe: + 6.000.000   |
| 2002 | The Last Temptation Def Jam Records (UMG) | DE50 (8 Wo.)DE | — | CH27 (8 Wo.)CH | UK14 Gold · (22 Wo.)UK | US4 Platin · (26 Wo.)US | R&B2 (29 Wo.)R&B | Erstveröffentlichung: 19. November 2002 Verkäufe: + 1.242.500 |
| 2003 | Blood in My Eye Def Jam Records (UMG)     | DE98 (1 Wo.)DE | — | CH92 (1 Wo.)CH | UK51 (3 Wo.)UK | US6 (10 Wo.)US | R&B1 (16 Wo.)R&B | Erstveröffentlichung: 4. November 2003 Verkäufe: + 400.000    |
| 2004 | R.U.L.E. The Inc. Records (UMG)           | DE44 (2 Wo.)DE | — | CH50 (2 Wo.)CH | UK33 Silber · (3 Wo.)UK | US7 Gold · (17 Wo.)US | R&B3 (26 Wo.)R&B | Erstveröffentlichung: 20. Oktober 2004 Verkäufe: + 660.000    |
| 2012 | PIL2 Mpire Music Group (Fontana)          | — | — | — | — | US197 (1 Wo.)US | R&B34 (3 Wo.)R&B | Erstveröffentlichung: 28. Januar 2012                         |

## Filmografie
- 2000: Ghetto Superstar (Turn It Up)
- 2001: The Fast and the Furious
- 2002: Halbtot – Half Past Dead (Half Past Dead)
- 2003: Scary Movie 3
- 2003: Pauly Shore Is Dead
- 2004: The Cookout
- 2004: Darf ich bitten? (Shall We Dance)
- 2005: Back in the Day
- 2005: Das Ende – Assault on Precinct 13 (Assault on Precinct 13)
- 2007: Furnace – Flammen der Hölle (Furnace)
- 2010: Wrong Side of Town
- 2013: I’m in Love with a Church Girl
- 2013: Once Upon a Time in Brooklyn

## Auszeichnungen
- BET Awards
  - 2002: in der Kategorie „Best Male Hip-Hop Artist“

- GQ Man of the Year Award
  - 2002: in der Kategorie „Musician of the Year“

- MTV Video Music Award
  - 2002: in der Kategorie „Best Hip-Hop Video“ (I’m Real (Murder Remix))

- NAACP Image Awards
  - 2002: in der Kategorie „Best Rap/Hip-Hop Artist“

- Source Hip-Hop Music Award
  - 2001: in der Kategorie „Single of the Year“ (Put It on Me)
  - 2003: in der Kategorie „R&B/Rap Collaboration of the Year“ (Thug Lovin’)
  - 2004: in der Kategorie „Phat Tape Song of the Year“ (Clap Back)

- Teen Choice Awards
  - 2002: in der Kategorie „Male Artist of the Year“

- World Music Awards
  - 2002: in der Kategorie „World’s Best-Selling Rap Artist“